# Amorphochilus schnablii
Amorphochilus schnablii là một loài động vật có vú trong họ Furipteridae, bộ Dơi. Loài này được Peters mô tả năm 1877.